# Olympique Lyonnais
Az Olympique Lyonnais (OL vagy Lyon) egy francia labdarúgóklub Lyon városában. A klub színei a piros és a kék. Jelenleg a Ligue 2-ben, a francia másodosztályban játszanak. 

## A klub történelme
A klubot ténylegesen 1950. augusztus 3-án hozták létre Olympique de Lyon et du Rhône néven. Az első hivatalos mérkőzést 1950. augusztus 26-án játszották a CA Paris ellen, melyet 3000 néző előtt nyertek meg 3-0-ra. Ebben az évben a Lyon megnyerte a másodosztályú bajnokságot , az utolsó meccsen a Monaco-t győzték le 3-2-re 5000 néző előtt. A következő évben az Olympique Lyon visszazuhant a másodosztályba, különösebb izgalmak nélkül. A következő években a cél a jövő építése, valamint az első osztályba jutás és az ott való megmaradás volt. Az 1953/54-es szezonban ismét megnyerték a másodosztályt, négy éven belül másodszor. A második első osztályban töltött szezon jóval sikeresebb volt, mint az előző: a Lyon megszerezte a 12. helyet a bajnokságban, valamint elődöntőbe jutott Francia Kupában. A következő évek különösebb sikerek nélkül zajlottak, az 1958/59-es bajnokságban a Lyon a középmezőnyben végzett, a Francia Kupában a legjobb 16-ig jutottak, valamint indultak a The Fairs Cup-ban, melyben az olasz Inter ellen estek ki 8-1-es gólkülönbséggel (0-7, 1-1).
A következő évek felemásra sikeredtek: az 1960/61 valamint az 1961/62-es szezonban a táblázat alján, a 15. valamint a 16. helyen végeztek. A következő években előkelő helyeken végzett a francia csapat, és megnyerte egyszer a Francia Kupát, s kétszer jutott ki a Kupagyőztesek Európa-kupájába, ahol az 1963/64-es kiírásban elődöntőig jutott, ott azonban a portugál Sporting újrajátszás után kiejtette őket. A Francia Kupát a Bordeaux elől csenték el, 2-0-ra győzték le őket az 1964-es döntőben. A következő évek ismét az alsóházban teltek, azonban a Francia Kupát ismét sikerült elhódítaniuk 1967-ben a Sochaux ellen. Ezzel ismét jogot nyertek a KEK-hez, ahol azonban a Hamburg ellen elbuktak a negyeddöntőben. A következő fontos eredmény ismételten egy kupagyőzelem volt: a Nantes legyőzésével 1973-ban megszerezték a harmadik Francia Kupa győzelmüket.
Az 1976/77-es szezon a Rochet korszak végét jelentette - Ő volt a Lyon elnöke 12 évig. Ez egy nagyon sikeres korszak volt a klub történetében: 2-szer nyerték meg a Francia Kupát, valamint ötször indulhattak európai kupasorozatban. A következő elnök Robert Michaux lett. Első évében a csapat közel volt a kieséshez: az 1977/78-as szezonban a 17. helyen végeztek. Két évvel később a 18. helyen végeztek, azonban a rájátszással sikerült bennmaradás: 1-0-ra győzték le az Marseille-t. A következő évek sem sikerültek túl jól - majd az 1982/1983-as szezonban visszaestek a második ligába.
A két csoportra osztott második ligában évekig csak próbálkozott a feljutással a lyoni gárda, de második helynél jobbat nem tudtak elérni - egészen az 1988/1989-es szezonig, amikor is megnyerték a másodosztály "B" csoportját. A következő évben a 8. helyen végeztek az első osztályban. 
Az 1990/91-es szezonban a Lyon az ötödik helyen végzett, ezzel kvalifikálta magát az UEFA-kupába, azonban ott a 32 között búcsúztatta őket a Trabzonspor. Újabb kiugró eredmény az 1994/95-ös idényben született: ekkor az Olympique Lyon a bajnokság második helyén végzett, és ismét indulhatott az UEFA-kupában. Az először megrendezésre kerülő Ligakupában a PSG ejtette őket ki a legjobb 16 között, az UEFA-kupában pedig az angol Nottingham Forest búcsúztatta őket. 1996/97-ben nyolcadik helyen zárt a bajnokságban, majd indulhatott az Intertotó-kupában - így bejutott az UEFA-kupában ahol a legjobb 32 között az Inter búcsúztatta őket 4-3-as összesítéssel, viszont következő évben ismét indulhattak az kupában, hatodikok lettek. Az 1999-es évben 3. helyen zártak a bajnokságban, mellyel Bajnok Ligája részvételre jogosították magukat, valamint az UEFA-kupában a negyeddöntőig meneteltek, ahol azonban a Bologna kiejtette őket 3-2-es összesítéssel. A Bajnokok Ligájából az UEFA-kupába estek ki, ott a Werder Bremen ellen hullottak ki a legjobb 32 között. A bajnokságban ismét a 3. helyen végeztek. A következő évben megnyerték a Francia Ligakupát a AS Monaco ellen, a bajnokságban második helyen végeztek, a Bajnok Ligájában a második csoport szakaszban kiestek.
Ezután jött az Olympique Lyon történetének legnagyobb sikere: a 2001/2002-es bajnokságban az első helyet szerezték meg, ezzel egy új siker sorozat indult útjára, melynek első állomása az első bajnoki cím volt. Ugyan a BL-ből kiestek, valamint az UEFA Kupában is "csak" a legjobb 16-ig jutottak, ekkor egy új korszak kezdődött Franciaországban. A lyoni egyeduralom. Ugyan a kupákat nem hódította el sorozatban, azonban első bajnoki címe óta sorozatban megvédi címeit. 2008-ban viszont sikerült a duplázás: a francia bajnoki cím mellé megnyerték a francia kupát is. A BL-ben a legjobb eredményük a negyeddöntő volt, ahol azonban mindig akadályokba ütköztek. Legnagyobb Bajnokok Ligája győzelmüket a Werder Bremen ellen érték el, 2005-ben 7-2-re győzték le a német csapatot. A 2009-es évben azonban a csapat a bajnokságban "csak" a 3. helyig jutott és számos kulcsjátékos is elhagyta a klubot. A 2009-2010-es szezonban a franciák a Bajnokok Ligája csoportkörében a DVSC-vel kerültek egy csoportba, ahol a második fordulóban 0-4-es győzelmet arattak a debreceni csapat felett a Puskás Ferenc Stadionban, majd a Stade Gerland-ban is 4-0-ra ütötte ki a magyar bajnokcsapatot. A csoportból másodikként jutottak tovább. A nyolcaddöntőben 2-1-es összesítéssel kiütötték a Real Madridot. A negyeddöntőben a szintén francia Girondins Bordeaux csapatát búcsúztatta 3-2-es összesítéssel. Az elődöntőben a Bayern München állította meg a franciákat. München-ben 1-0-ra, Lyon-ban pedig 3-0-ra nyertek a bajorok.
A 2010-2011-es szezont pocsékul kezdte az OL. Még a vezetőedző elbocsátása is szóba került. Azonban Jean-Michel Aulas bízik a nyáron saját fiát is leigazoló Claude Puel-ben. Az európai kupaporondon elért jelentősebb sikerek közé tartozik a 2013-2014-es szezonban játszott Európa Liga negyeddöntő és a 2016-2017-es idény elődöntője.

## Stadion
A klub jelenlegi stadionja a Décines-Charpieu-ben található Parc Olympique Lyonnais. Korábban a Stade de Gerland-ban rendezték a mérkőzéseket.

## A klub eredményei
7-szeres francia bajnok: 2002, 2003, 2004, 2005, 2006, 2007, 2008
4-szeres Francia Kupa-győztes: 1964, 1967, 1973, 2008
7-szeres Francia Szuperkupa-győztes (Bajnokok Kupája): 1973, 2002, 2003, 2004, 2005, 2006, 2007
1-szeres Francia Ligakupa-győztes: 2001
1-szeres Intertotó-kupa győztes: 1997
1-szeres Kupagyőztesek Európa Kupája elődöntős: 1964
1-szeres Európa Liga elődöntős: 2017
1-szeres UEFA-bajnokok ligája elődöntős: 2020
1-szeres Béke kupa győztes: 2007
3-szoros bajnok a francia másodosztályban: 1951, 1954, 1989
Nemzetközi kupákban 22-szer indult.

## A klub edzői
| Név                     | Időszak         |
| ----------------------- | --------------- |
| Oscar Heisserer         | 1950-12/1954    |
| Julien Darui            | 12/1954-1955    |
| Lucien Troupel          | 1955-1959       |
| Gaby Robert             | 1959-1961       |
| Manu Fernandez          | 1961-1962       |
| Lucien Jasseron         | 1962-1966       |
| Louis Hon               | 1966-1968       |
| Aimé Mignot             | 1968-02/1976    |
| Aimé Jacquet            | 02/1976-1980    |
| Jean-Pierre Destrumelle | 1980-11/1981    |
| Vladica Kovačević       | 11/1981-02/1983 |
| Robert Herbin           | 02/1983-1985    |
| Robert Nouzaret         | 1985-10/1987    |
| Denis Papas             | 10/1987-03/1988 |
| Marcel Le Borgne        | 03/1988-1988    |
| Raymond Domenech        | 1988-1993       |
| Jean Tigana             | 1993-1995       |
| Guy Stéphan             | 1995-10/1996    |
| Bernard Lacombe         | 10/1996-2000    |
| Jacques Santini         | 2000-2002       |
| Paul Le Guen            | 2002-2005       |
| Gérard Houllier         | 2005-2007       |
| Alain Perrin            | 2007-2008       |
| Claude Puel             | 2008-2011       |
| Remi Garde              | 2011-2014       |
| Hubert Fournier         | 2014-2015       |
| Bruno Génésio           | 2015-2019       |
| Sylvinho                | 2019            |
| Rudi Garcia             | 2019-2021       |
| Peter Bosz              | 2021-2022       |
| Laurent Blanc           | 2022-2023       |
| Fabio Grosso            | 2023            |

## Technikai stáb
Legutóbb frissítve 2021. május 29-én lett.
| Pozíció                | Név              |
| ---------------------- | ---------------- |
| Sportigazgató          | Juninho          |
| Vezetőedző             | Peter Bosz       |
| Segédedző              |                  |
| Claude Fichaux         |                  |
| Gérald Baticle         |                  |
| Claudio Caçapa         |                  |
| Kapusedző              | Christophe Revel |
| Erőnléti edző          |                  |
| Paolo Rongoni          |                  |
| Cédric Uras            |                  |
| Klub koordinátor       | Christophe Toni  |
| Gyógytornászok         |                  |
| Sylvain Rousseau       |                  |
| Abdeljellil Redissi    |                  |
| Antonio da Fonseca     |                  |
| Ifjúsági csapat edzője | Christophe Dessy |
| Stewards               |                  |
| Guy Genet              |                  |
| Jérôme Renaud          |                  |
| Lotfi Eladjabi         |                  |
| François Lopez         |                  |
| Cserkészek             |                  |
| Bruno Cheyrou          |                  |
| Marcelo Dijian         |                  |

## Visszavonultatott mezszámok
- 16 –  Luc Borrelli tiszteletére.
- 17 –  Marc-Vivien Foé tiszteletére. 2008 óta a szintén kameruni Jean II Makoun viseli.

## Játékosok

### Jelenlegi keret
Utolsó módosítás: 2025. január 31.
A vastaggal jelzett játékosok felnőtt válogatottsággal rendelkeznek.
A dőlttel jelzett játékosok kölcsönben szerepelnek a klubnál.
| Mezszám                | Név                                      | Nemzetiség         | Születési hely      | Születési idő (kor)            | Korábbi csapat           | Érték(€)   | Szerződés lejárta |
| Kapusok                | Kapusok                                  | Kapusok            | Kapusok             | Kapusok                        | Kapusok                  | Kapusok    | Kapusok           |
| ---------------------- | ---------------------------------------- | ------------------ | ------------------- | ------------------------------ | ------------------------ | ---------- | ----------------- |
| 1                      | Lucas Perri                              | BRA · ITA          | Campinas            | 1997. december 10. (27 éves)   | Botafogo                 | 8 000 000  | 2028.06.30.       |
| 40                     | Rémy Descamps                            | FRA                | Marcq-en-Barœul     | 1996. június 25. (29 éves)     | FC Nantes                | 1 500 000  | 2027.06.30.       |
| 50                     | Lassine Diarra                           | MLI                | Bamako              | 2002. november 11. (22 éves)   | Utánpótlásból került fel | 25 000     | 2027.06.30.       |
| Védők                  |                                          |                    |                     |                                |                          |            |                   |
| 3                      | Nicolás Tagliafico                       | Argentína · olasz  | Rafael Calzada      | 1992. augusztus 31. (32 éves)  | AFC Ajax                 | 7 000 000  | 2025.06.30.       |
| 16                     | Abner                                    | BRA                | Presidente Prudente | 2000. május 27. (25 éves)      | Real Betis               | 9 000 000  | 2029.06.30.       |
| 19                     | Moussa Niakhaté                          | Szenegál           | Roubaix             | 1996. március 8. (29 éves)     | Nottingham Forest FC     | 15 000 000 | 2027.06.30.       |
| 20                     | Saël Kumbedi                             | FRA · COD          | Stains              | 2005. március 26. (20 éves)    | Le Havre AC              | 4 000 000  | 2027.06.30.       |
| 22                     | Clinton Mata                             | Angola · belga     | Verviers            | 1992. november 7. (32 éves)    | Club Brugge KV           | 4 500 000  | 2026.06.30.       |
| 27                     | Warmed Omari (kölcsönben a Rennestől)    | COM · francia      | Bandraboua          | 2000. április 23. (25 éves)    | Stade Rennais FC         | 1 000 000  | 2025.06.30.       |
| 55                     | Duje Ćaleta-Car                          | horvát             | Šibenik             | 1996. szeptember 17. (28 éves) | Southampton FC           | 8 000 000  | 2027.06.30.       |
| Középpályások          |                                          |                    |                     |                                |                          |            |                   |
| 4                      | Paul Akouokou                            | CIV                | Abidjan             | 1997. december 20. (27 éves)   | Real Betis               | 800 000    | 2027.06.30.       |
| 7                      | Jordan Veretout                          | FRA                | Ancenis             | 1993. március 1. (32 éves)     | Olympique de Marseille   | 7 000 000  | 2026.06.30.       |
| 8                      | Corentin Tolisso                         | FRA · Togo         | Tarare              | 1994. augusztus 3. (30 éves)   | FC Bayern München        | 7 000 000  | 2027.06.30.       |
| 15                     | Tanner Tessmann                          | USA                | Birmingham          | 2001. szeptember 24. (23 éves) | Venezia FC               | 6 000 000  | 2029.06.30.       |
| 18                     | Rayan Cherki                             | FRA · ALG          | Lyon                | 2003. augusztus 17. (21 éves)  | Utánpótlásból került fel | 30 000 000 | 2026.06.30.       |
| 23                     | Thiago Almada (kölcsönben a Botafogotól) | ARG                | Ciudadela           | 2001. április 26. (24 éves)    | Botafogo                 | 8 000 000  | 2027.06.30.       |
| 31                     | Nemanja Matić                            | szerb · szlovák    | Szabács             | 1988. augusztus 1. (36 éves)   | Stade Rennais FC         | 2 500 000  | 2026.06.30.       |
| 98                     | Ainsley Maitland-Niles                   | Anglia · Jamaica   | London              | 1997. augusztus 29. (27 éves)  | Arsenal FC               | 10 000 000 | 2027.06.30.       |
| Támadók                |                                          |                    |                     |                                |                          |            |                   |
| 10                     | Alexandre Lacazette                      | FRA · Guadeloupe   | Lyon                | 1991. május 28. (34 éves)      | Arsenal FC               | 8 000 000  | 2025.06.30.       |
| 11                     | Malick Fofana                            | belga · Guinea     | Aalst               | 2005. március 31. (20 éves)    | KAA Gent                 | 25 000 000 | 2028.06.30.       |
| 29                     | Enzo Molebe                              | francia            | Décines-Charpieu    | 2007. szeptember 18. (17 éves) | Utánpótlásból került fel | 100 000    | 2027.06.30.       |
| 37                     | Ernest Nuamah                            | Ghána              | Kumasi              | 2003. november 1. (21 éves)    | RWD Molenbeek            | 20 000 000 | 2028.06.30.       |
| 69                     | Georges Mikautadze                       | GEO · francia      | Lyon                | 2000. október 30. (24 éves)    | FC Metz                  | 18 000 000 | 2028.06.30.       |
| Kölcsönadott játékosok |                                          |                    |                     |                                |                          |            |                   |
| Név                    | Poszt                                    | Nemzetiség         | Születési hely      | Születési idő (kor)            | Kölcsönben itt           | Érték (€)  | Kölcsön lejárta   |
| Justin Bengui          | kapus                                    | francia · ANG      | Montbéliard         | 2005. július 9. (19 éves)      | FK Jedinstvo Ub          | 300 000    | 2025.06.30        |
| Mathieu Patouillet     | kapus                                    | FRA                | Lyon                | 2004. február 20. (21 éves)    | FC Sochaux-Montbéliard   | 500 000    | 2025.06.30.       |
| Achraf Laâziri         | védő                                     | Marokkó            | Hay Hassani         | 2003. július 8. (21 éves)      | RWD Molenbeek            | 600 000    | 2025.06.30.       |
| Adryelson              | védő                                     | BRA                | Barão de Grajaú     | 1998. március 23. (27 éves)    | RSC Anderlecht           | 4 000 000  | 2025.06.30.       |
| Mahamadou Diawara      | középpályás                              | FRA · MLI          | Longjumeau          | 2005. február 17. (20 éves)    | Le Havre AC              | 2 500 000  | 2025.06.30.       |
| Islam Halifa           | középpályás                              | FRA · COM          | Nîmes               | 2004. december 20. (20 éves)   | RWD Molenbeek            | 600 000    | 2025.06.30.       |
| Johann Lepenant        | középpályás                              | FRA · MLI          | Granville           | 2002. október 22. (22 éves)    | FC Nantes                | 2 500 000  | 2025.06.30.       |
| Orel Mangala           | középpályás                              | belga              | Brüsszel            | 1998. március 18. (27 éves)    | Everton FC               | 20 000 000 | 2025.06.30.       |
| Szaíd Benráhma         | támadó                                   | algériai · francia | Malmö               | 1995. augusztus 10. (29 éves)  | Neom SC                  | 15 000 000 | 2025.06.30.       |
| Amin Sarr              | támadó                                   | svéd · Szenegál    | Malmö               | 2001. március 11. (24 éves)    | Hellas Verona FC         | 4 000 000  | 2025.06.30.       |

### Legendás játékosok
| - Juninho - Sonny Anderson - Caçapa - Edmílson - Grégory Coupet - Ludovic Giuly - Karim Benzema - Marc-Vivien Foé - Michael Essien - Yoann Gourcuff - Milan Baroš - Giovane Élber - Carim Benzema |  | - Hatem Ben Arfa - Sidney Govou - Florent Malouda - Frédéric Kanouté - Mahamadou Diarra - Raymond Domenech - Bernard Lacombe - Jean Djorkaeff - Manuel Amoros - Jean Tigana - Serge Chiesa |